# Findlingsgarten
Ein Findlingsgarten oder Findlingspark ist eine Freiland-Sammlung von Geschiebeblöcken. Große Geschiebe von mehr als 1 m³ bezeichnet man als Findlinge.
Ausstellungen dieser Art entstanden erst in den letzten Jahrzehnten. Sie bieten die Möglichkeit, kaltzeitliche Geschiebe zu besichtigen, die in der näheren Umgebung zutage treten. Neben dem Schutzaspekt besteht das Anliegen, mit Hilfe einer exemplarischen Auswahl von Findlingen erdgeschichtliche Epochen und ihre Gesteinsformationen anschaulich zu machen. Von Interesse sind die Hinweise zu den Transportwegen der Geschiebe während der Eiszeiten, die auf Schautafeln illustriert werden.

## Findlingsgärten und -parks (Auswahl)
- Karte mit allen Koordinaten:
- OSM |
- WikiMap

| - Davinde Stenmuseum (Lage: ⊙, Fünen, Dänemark) - Grabau (Lage: ⊙, Kreis Stormarn, Schleswig-Holstein) - Großer Ravensberg (Lage: ⊙, Landkreis Potsdam-Mittelmark, Brandenburg) - Henstedt-Ulzburg (Lage: ⊙, Kreis Segeberg, Schleswig-Holstein) - Findlingspark Henzendorf (Lage: ⊙, Landkreis Oder-Spree, Brandenburg) - Stenpark Kalvø (Lage: ⊙, Sønderjylland, Dänemark) - Findlingsgarten Kappenbühl (Lage: ⊙, Zürich, Schweiz) - Königslutter am Elm (Lage: ⊙, Landkreis Helmstedt, Niedersachsen) - Kreuzfeld-Malente (Lage: ⊙, Kreis Ostholstein, Schleswig-Holstein) - Lausitzer Findlingspark Nochten (Lage: ⊙, Landkreis Görlitz, Sachsen) | - Liether Kalkgrube (Lage: ⊙, Kreis Pinneberg, Schleswig-Holstein) - Mölln (Lage: ⊙, Kreis Herzogtum Lauenburg, Schleswig-Holstein) - Möllenbeck (Lage: ⊙, Landkreis Schaumburg, Niedersachsen) - Neu Pudagla: Usedomer Gesteinsgarten (Lage: ⊙, Landkreis Vorpommern-Greifswald, Mecklenburg-Vorpommern) - Schwichtenberg (Lage: ⊙, Landkreis Mecklenburgische Seenplatte, Mecklenburg-Vorpommern) - Findlingsgarten Seddiner See (Lage: ⊙, Landkreis Potsdam-Mittelmark, Brandenburg) - Tarp (Lage: ⊙, Kreis Schleswig-Flensburg, Schleswig-Holstein) - Eiszeit-Findlingspark Todtglüsingen (Lage: ⊙, Landkreis Harburg, Niedersachsen) - Vechta (Lage: ⊙, Landkreis Vechta, Niedersachsen) - Findlingsgarten Zitterpenningshagen (Lage: ⊙, Landkreis Vorpommern-Rügen, Mecklenburg-Vorpommern) |